# Palacio Bourbon del Monte
El Palacio Bourbon del Monte es un edificio histórico que se encuentra en el centro de Sovana, en la Toscana.

## Historia y Descripción
Ubicado en la plaza principal, entre la antigua iglesia de San Mamiliano y la iglesia de Santa Maria la Mayor, fue construido en la segunda mitad del siglo XVI. Esta construcción se atribuye al arquitecto Vignola.
El edificio, de estructura ligera y austera, se caracteriza por su elegante vestíbulo, donde encontramos un techo formado por bóvedas cruzadas y un pórtico de madera del siglo XVI que conduce al jardín.
La escalera principal conduce a otra puerta, a través de la cual se accede a la sala nobiliar, donde destacan las cinco ventanas de sección dorada que dan a la plaza de Sovana y al campo circundante.
El Palacio fue residencia de un obispo de la familia Bourbon, que lo utilizó para las relaciones públicas. Más tarde, el palacio tuvo varios destinos a lo largo de los siglos, desde la sede de las oficinas públicas hasta la escuela municipal. Todos estos usos implicaron cambios en la división interior del edificio en función a las necesidades de cada momento y esto ha hecho que la amplia estructura original haya desaparecido.
Después de un colapso parcial en los años sesenta del siglo XX, el profesor Luciano Ventura compró el edificio y, en 1968, comenzó una restauración cuidadosa, que duró más de quince años, lo que permitió devolver el edificio al antiguo esplendor del Renacimiento. Desde 2009, en el mes de agosto, la propiedad ofrece la Asociación Cultural "I Sogni in Teatro", el jardín y la sala principal para la revisión de Teatro, Música y Cine "Sovana in Arte".